# Недялко Колушев
Недялко (Неделчо, Делчо) Николов Колушев или Маренин е български учител, политик, дипломат и деец на македонското освободително движение.

## Биография
Роден е в 1870 година в източнотракийския град Бунархисар. Завършва Априловската гимназия в Габрово през 1891 г. и история с докторат в университета в Гент, Белгия през 1895 г. Работи като учител в Солунската гимназия и по-късно е сред учредителите на Българското тайно революционно братство през 1897 г. В 1898 година участва в списването на хектографирания вестник на Братството „Борба“.
През 1900 година се включва в редовете на Вътрешната македоно-одринска революционна организация. Работи и като български дипломатически представител в Солун и Битоля. В 1902 година управлява българското консулство в Солун. В периода 1906–1914 година е български представител в столицата на Черна гора, Цетине: от 20 ноември 1906 до 31 юли 1907 година е управляващ легацията, от 31 юли 1906 до 1 ноември 1910 година е дипломатически агент, а от 1 ноември 1910 до 8 декември 1914 година е пълномощен министър. Сключва устното споразумение с черногорския крал Никола I за участие в Балканската война.
По време на Първата световна война е дипломатически представител в османската столица Цариград: от 8 декември 1914 до 21 ноември 1916 година е управляващ легацията, а от 21 ноември 1916 до 21 ноември 1918 година е пълномощен министър.
Избран е за народен представител в XXI обикновено народно събрание. Участва в списването на „Македонски преглед“ на Македонския научен институт. Загива при атентата в църквата „Света Неделя“.
Едната му дъщеря, Ана Колушева (1907 – 1997), е старши научен сътрудник и доктор на химическите науки. Другата му дъщеря, д-р Марена Колушева (1905 – 1961), редом със своя съпруг Кочо Апостолов, служи като един от първообразите на главните герои в романа „Тютюн“ на Димитър Димов.

## Галерия
| |  |  |  |  |  |
| Рапорт от д-р Недялко Колушев, български дипломатически агент в Цетине, до министъра на външните работи и на изповеданията генерал-майор Стефан Паприков за отзвука в Черна гора от провъзгласената независимост в България, 26 септември 1908 г. |  |  |  |  |  |